# Campeonato Piauiense de Futebol de 1981
O Campeonato Piauiense de Futebol de 1981 foi o 41º campeonato de futebol do Piauí. A competição foi organizada pela Federação Piauiense de Desportos e o campeão foi o Ríver.

## Premiação
| Campeonato Piauiense de Futebol de 1981 |
| --------------------------------------- |
| RÍVER Bicampeão (20º título)            |